# EToro
eToro je borznoposredniška družba, specializirana za socialno trgovanje in posredniške storitve. Podjetje ponuja trgovanje na številnih trgih, vključno z valutami, delniškimi indeksi, delnicami in kriptovalutami prek lastne platforme za trgovanje in mobilne aplikacije. Podjetje ima podružnice v Izraelu, Veliki Britaniji, na Cipru, v ZDA in Avstraliji. eToro sta leta 2007 v Tel Avivu kot RetailFX ustanovila brata Yoni Assia in Ronen Assia z Davidom Ringom. Leta 2021 je bilo podjetje ocenjeno na 2,5 milijarde dolarjev. Istega leta je bilo na trgovalni platformi registriranih 13 milijonov računov.

## Operacije
eToro ponuja CFD na plemenite kovine, surovine in energente, vključno s surovo nafto WTI, Brent in zemeljskim plinom. Indeksi delnic, ki jih zajemajo eToro CFD, vključujejo S&P 500, NSDQ 100, avstralski S&P 200. eToro je od leta 2017 začel ponujati kriptovalute, kot so Bitcoin, in druge, vključno z Ethereumom in Rippleom, od leta 2017. eToro urejajo CySEC v EU, FCA v Veliki Britaniji, FinCEN v ZDA in ASIC v Avstraliji.